# Hindou Kouch
Cette page contient des caractères spéciaux ou non latins. S’ils s’affichent mal (▯, ?, etc.), consultez la page d’aide Unicode.
 (juillet 2016).
Si vous disposez d'ouvrages ou d'articles de référence ou si vous connaissez des sites web de qualité traitant du thème abordé ici, merci de compléter l'article en donnant les références utiles à sa vérifiabilité et en les liant à la section « Notes et références ».
L'Hindou Kouch (en pachto et en persan : هندوكش ; en hindi : हिन्दु कुश) est une chaîne de hautes montagnes en Afghanistan et au Pakistan. Il est le prolongement occidental de la chaîne de l'Himalaya.

## Toponymie
En sanskrit, cette chaîne de montagnes se nomme पारियात्र पर्वत (Pāriyātra Parvata), du verbe पारि (pāri, « faire traverser ») et यात्रा (yātrā, « voyage, expédition »)[réf. souhaitée].

## Géographie

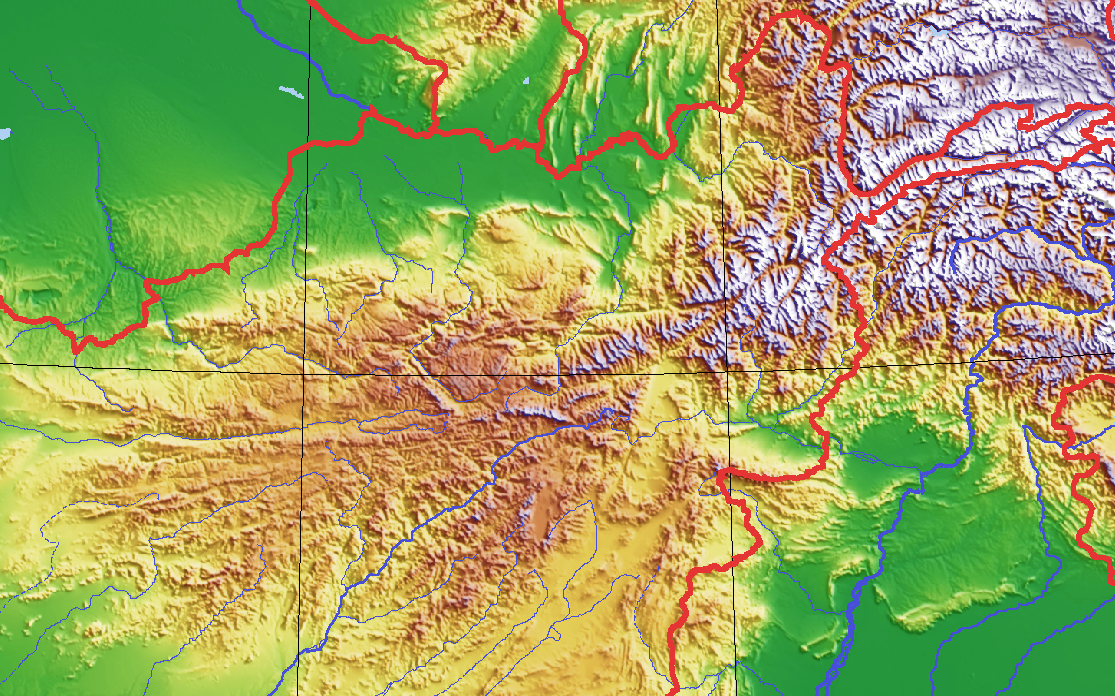
Carte topographique de l'Hindou Kouch.

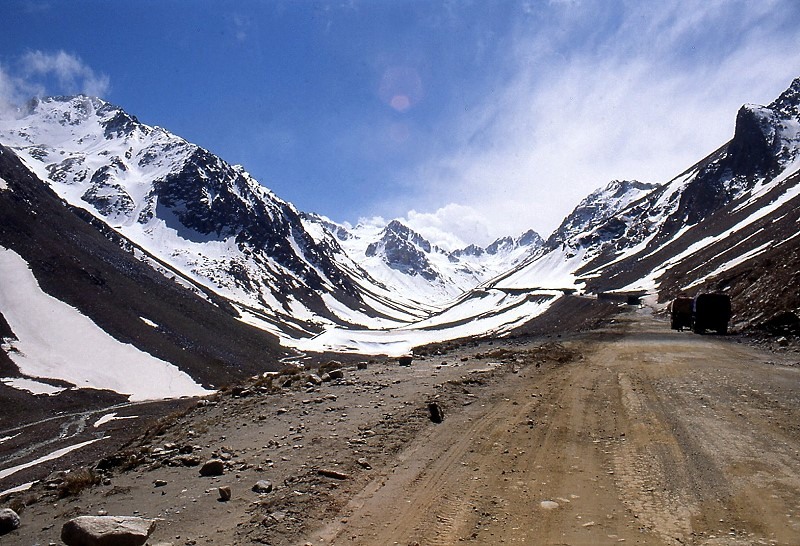
Le col de Salang.

### Situation
L'Hindou Kouch est une chaîne de hautes montagnes qui s'étend sur 950 km, commençant au centre de l'Afghanistan au nord-est de la ville de Kandahar. Elle rejoint le Nord du Pakistan sur lequel elle déborde. La chaîne occupe aussi le corridor de Wakhan avant de se terminer contre le Pamir (au nord), le Karakoram (à l'est) et l'Himalaya (au sud-est). Ainsi, ces quatre chaînes font partie d'un vaste ensemble montagneux que l'on désigne par aire Hindou Kouch-Himalaya (HKH), qui chevauche huit pays et abrite plus de 140 millions de personnes.
Les deux tiers du massif sont constitués de chaînes montagneuses en Afghanistan comprises entre 5 000 et 6 000 m. La partie la plus élevée se situe à l'extrême Nord-Ouest du Pakistan. Quinze sommets dépassent 7 000 m. Les plus hauts sommets sont :
- le Tirich Mir, situé au Pakistan (7 708 m d'altitude) ;
- le Nowshak (7 492 m d'altitude) ;
- l'Istor-o-Nal (7 403 m d'altitude) ;
- le Saraghrar (7 340 m d'altitude).

Des chaînes moins élevées dénommées Hindou Raj se situent à l'extrémité du massif de l'Hindou Kouch, à l'est de la vallée de Chitral. Le col de Shandur à 3 720 m permet la communication entre deux régions du Nord du Pakistan dans l'Hindu Raj. Le col du Chibar (à 2 940 m d'altitude) et le col d'Hajigak (à 3 475 m d'altitude) relient la province de Parwân à la province de Bamiyan, et, par là même, Kaboul à Bamiyan. Le col de Lowari (à 3 118 m) relie la région de Chitral avec celle de Dir Upper à l'intérieur de la province Khyber Pakhtunkhwa au Pakistan. Le tunnel de Salang à environ 3 360 m d'altitude sous le col de Salang à 3 878 mètres d'altitude (entre les provinces de Baghlân au nord-ouest et de Parwân) permet de relier la capitale Kaboul au Nord de l'Afghanistan et ce, même en hiver.

### Hydrologie
Selon certaines hypothèses, les deux tiers des glaciers de l’Hindou Kouch pourraient fondre d’ici à la fin du siècle si la planète restait sur la même trajectoire d’émissions de gaz à effet de serre.

### Géologie
L'aire Hindou-Kouch-Himalaya est le résultat de la collision des plaques indo-australienne et eurasienne. Cette collision a commencé au crétacé supérieur (il y a environ 70 millions d'années), la plaque indienne, qui se dirigeait vers le nord à la vitesse de 15 centimètres par année, ayant heurté la plaque eurasienne. L'océan Téthys, qui les séparait, a totalement disparu il y a environ 50 millions d'années. La plaque indo-australienne continue à se déplacer à la vitesse constante d'environ 5 centimètres par an, s'enfonçant sous la plaque eurasienne et provoquant ainsi l'élévation de l'Hindou-Kouch et de ses hauts-plateaux septentrionaux en Afghanistan, Iran, Tibet, etc.
L'Inde se comporte ainsi comme un poinçon qui emboutit et déforme la lithosphère asiatique sur plus de 3 000 kilomètres au nord de l'Hindou-Kouch. 
Si les hauts plateaux sont coupés par de grandes failles qui absorbent, en partie, cette déformation, cette intense activité tectonique rend la région très active du point de vue sismique. D'ailleurs, des séismes historiques de magnitude 8 et plus sont documentés sur les fronts sud et nord de l'Hindou-Kouch, donc par exemple tant en Inde qu'en Iran ou Afghanistan.

## Histoire

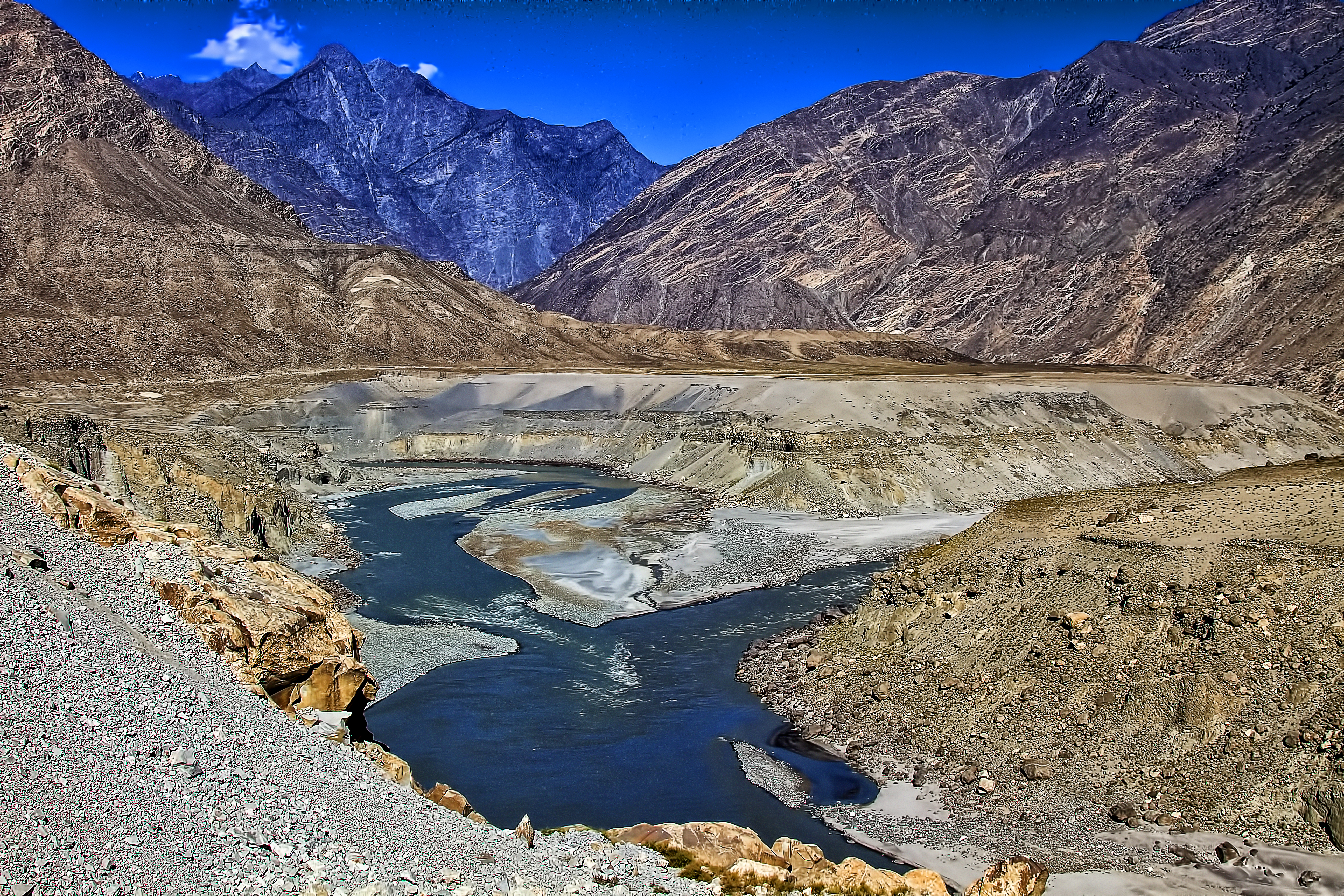
Confluence de l'Indus et du Gilgit.

Les Grecs et les Macédoniens donnaient au massif le nom de « Paropamisades », qui comprenaient les antiques régions de Bactriane, région située entre les montagnes de l'Hindou Kouch et la rivière Amou-Daria, et la Sogdiane. Ces montagnes furent franchies par Alexandre le Grand au printemps de l'année 329 av. J.-C., lancé à la poursuite de l'assassin de Darius III, le satrape Bessos, puis de nouveau en 327 av. J.-C. lorsqu'il se dirigea vers la vallée de l'Indus. Le roi séleucide Antiochos III les franchit de nouveau en 206 av. J.-C. lors de son Anabase.
L'Hindou Kouch est traversé par l'antique route de la soie. Le géographe arabe Ibn Battûta, qui traverse la région vers 1333 pour se rendre dans le Sind, relève que lui et ses compagnons de voyage « [devaient] traverser la montagne Hindû Kûsk, ce qui veut dire « tueuse d'Hindous » : les esclaves, hommes et femmes, qu'on amène de l'Inde à la suite de la conquête musulmane, meurent en grand nombre sur cette route à cause de l'intensité du froid et l'épaisseur de la neige. » Les ethnologues Bernard Dupaigne et Gilles Rossignol relèvent quant à eux qu'il s'agit d'une « étymologie probablement fantaisiste ».
En 1842, la première invasion anglaise de l'Afghanistan se termine en désastre, 16 000 soldats britanniques et leurs soutiens indiens étant massacrés à la bataille de Gandamak lors de leur retraite à travers l'Hindou Kouch en direction de l'Inde.
Dans la deuxième moitié du XIXe siècle, l'Hindou Kouch se situe à la frontière des zones d'influence russe et anglaise et est exploré par des topographes de plusieurs nationalités. Le premier européen à aborder l'Hindou Kouch est George Cockerill, géographe mandaté par l'agence géographique britannique Survey of India. Son but était de reconnaître la région du Chitral et ses cols pour se prémunir d'une éventuelle avancée des Russes qui aurait pu menacer la frontière de l'Empire des Indes.
Dans l'entre-deux-guerres, il y a plusieurs tentatives d'ascension de sommets de l'Hindou Kouch par des alpinistes occidentaux. Après la Seconde Guerre mondiale, les premiers sommets sont conquis. En 1950, le Tirich Mir,  point culminant de l'Hindou Kouch avec 7 708 m d'altitude, est gravi par une expédition norvégienne dirigée par Arne Næss. En 1957, les Néo-Zélandais conquièrent le Falak Sar (en) et le Buni Zom (en). En 1959, c'est le tour du Saraghrar (7 340 m d'altitude) par les Italiens et du Mir Samir (en) par les Allemands. En 1960, une expédition japonaise gravit le Nowshak (7 492 m d'altitude). En 1967, l'alpiniste autrichien Kurt Diemberger réalise l'ascension de plusieurs sommets vierges. Des itinéraires plus audacieux ont par la suite été ouverts, notamment en 1970 à l'éperon sud-ouest du Kishmi Khan (7 200 m) par Louis Audoubert et Albert Pradal.
En 1991, une équipe de six Britanniques explore l'Hindou Raj à proximité du glacier de Thalo, jamais visité auparavant, et gravissent un sommet de 5 440 m.

## Littérature
Joseph Kessel a fait de l'Hindou Kouch le théâtre de ses récits notamment dans le roman Les Cavaliers et dans le reportage Le Jeu du Roi.